# Campeonato Mundial de Biatlón de 1978
El XVII Campeonato Mundial de Biatlón se celebró en la localidad alpina de Hochfilzen (Austria) entre el 2 y el 5 de marzo de 1978 bajo la organización de la Unión Internacional de Biatlón (IBU) y la Federación Austríaca de Biatlón. 

## Resultados

### Masculino
| Evento                     | Oro                                                         | Plata                                                                      | Bronce                                                               |
| -------------------------- | ----------------------------------------------------------- | -------------------------------------------------------------------------- | -------------------------------------------------------------------- |
| 10 km velocidad (04.03)    | Frank Ullrich RDA 32:17,4                                   | Eberhard Rösch RDA 32:38,1                                                 | Klaus Siebert RDA 33:02,8                                            |
| 20 km individual (02.03)   | Odd Lirhus · Noruega · 1:05:25,3                            | Frank Ullrich RDA 1:05:37,7                                                | Eberhard Rösch RDA 1:06:04,2                                         |
| Relevos 4 × 7,5 km (05.03) | RDA Manfred Beer Frank Ullrich Klaus Siebert Eberhard Rösch | Noruega · Odd Lirhus · Sigleif Johansen · Roar Nilsen · Tor Svendsberget · | RFA Gerhard Winkler Andreas Schweiger Hans Estner Heinrich Mehringer |

## Medallero
| Núm. | País    | Oro | Plata | Bronce | Total |
| ---- | ------- | --- | ----- | ------ | ----- |
| 1    | RDA     | 2   | 2     | 2      | 6     |
| 2    | Noruega | 1   | 1     | 0      | 1     |
| 3    | RFA     | 0   | 0     | 1      | 1     |
|      | TOTAL   | 3   | 3     | 3      | 9     |